# My妹〜小悪魔なAカップ
『My妹〜小悪魔なAカップ』（マイマイ こあくまなエーカップ）は、日本のジュブナイルポルノ作品。著者はわかつきひかる、イラストはみやま零が担当。フランス書院の美少女文庫として2009年に出版された。ISBN 978-4-8296-5874-1。アダルトアニメブランドのメリー・ジェーンより2012年にOVAが発売。題名は「〜」を省き『My妹 小悪魔なAカップ』と表記されることもある。

## 概要
小説『My妹〜小悪魔なAカップ』は2009年2月に出版された。わかつきひかるとみやま零による美少女文庫としては
『My妹』『My姉』『Myメイド』『My姫』『Myドル』に続く6作目。2007年3月に出版されたMyシリーズ第1作『My妹』のヒロイン「秋川亜梨栖」がややぽっちゃり型の体つきで巨乳という設定だったのに対し、『My妹〜小悪魔なAカップ』のヒロイン「内海美優」はがりがりに痩せていて貧乳という設定である。
2012年には、メリー・ジェーンより上下2巻構成のアダルトアニメが発売された。美少女文庫の作品のアニメ化は本作が初である。なお、同じく美少女文庫の作品『お嬢様☆嫁入り抗争!』（月乃御伽作、Yuyi画）、『ツンツンメイドはエロエロです』（青橋由高作、有末つかさ画）もメリー・ジェーンによりアニメ化されている。

## 登場人物
内海 充（うつみ みつる）
主人公。桐切高校2年D組の男子生徒。父、義母、義妹との4人家族。実母とはかなり前に死別しており、その関係で家事は一通りできる。2年生に進級する少し前に父親が再婚したことにより、新しい母と妹ができた。勉強はあまり得意ではなくテストで赤点をとって補習を受けることもある。作中で女装する場面があり、ヒロインの美優と共に女装した充の姿が小説の表紙イラストに描かれている。
内海 美優（うつみ みゆ）
ヒロイン。充の義妹。クセっ毛のあるショートヘアが可愛らしい15歳の高校1年生。Aカップの貧乳を気にしており、高額な豊胸グッズを買うため家族に黙ってハンバーガーショップでアルバイトをしていた。陥没乳頭であることも悩み。両親の前では猫をかぶって充と仲良くしているが、二人きりになるととたんに兄を罵倒し、生ゴミのごとく扱うようになる。桐切高校には両親が再婚する前に推薦で合格していたため、偶然兄と同じ学校に通うことになった。
内海 静香（うつみ しずか）
美優の母で充の義母。結婚式場で美容師として働いている。先負や仏滅といった六曜によって仕事の有無が左右されるため、勤務時間は不規則である。40歳という年齢の割りに若く見える。
内海 栄輔（うつみ えいすけ）
充の父親。営業の仕事をしており、1日の大半は車に乗っている。部下の結婚式で仲人を務めた際、式場で静香と知り合った。作中には直接的には登場しない。
玉城（たまき）
桐切高校の女性教師。体育の担当で、いつもジャージを着ている。

## 小説目次
- 【プロローグ】ナマイキ義妹 お兄ちゃんなんて大キライ
- 【I】15歳のヒミツ お悩み貧乳Aカップ
- 【II】捧げるバージン オッパイを触られて
- 【III】頼れるアナタへ 校内エッチで乱れちゃう
- 【IV】イチャラブ調教 お姉様と百合色デート?
- 【V】ホントの告白 だ〜い好きってイッたげる
- 【VI】新歓祭の二人 小悪魔な恋人に溺れて♥
- 【エピローグ】プチM義妹 お兄ちゃんに夢中だよ

## アニメ
DVD-VIDEOとして2012年7月6日に上巻「お兄ちゃんなんて大嫌い!?」が発売。定価3990円で収録時間は20分（本編15分20秒+他作品の紹介）。下巻「お兄ちゃんに夢中だよ」は同年9月28日に発売。

### スタッフ
- 原作：わかつきひかる、みやま零『My妹〜小悪魔なAカップ』（美少女文庫/フランス書院）
- 企画：44℃梅毒
- プロデューサー：太田俊秀
- 監督・作画監督・キャラクターデザイン：寿蘭子
- 脚本：穴戸半兵衛
- 制作：リリクス
- 製作：メリー・ジェーン

### キャスト
- 内海美優（上・下巻）：早乙女綾
- 内海充（上・下巻）：紅川とまと
- 内海静香（上・下巻）：木下杏
- ショップ店員（上巻のみ）：弥卯真
- あっちゃん（下巻のみ）：霧島はるな
- 康子ちゃん（下巻のみ）：川中瀬奈

## 参考
- Gyutto.com｜My妹～小悪魔なAカップ わかつきひかる（試し読み可）
- My妹～小悪魔なAカップ - 電子官能小説 - DMM.R18（試し読み可）